# Oczyszczenie (powieść)
Oczyszczenie (fiń. Puhdistus; est. Puhastus) – powieść psychologiczno-obyczajowa autorstwa pisarki Sofi Oksanen wydana w 2008 r. w języku fińskim. Akcja utworu rozgrywa się głównie w Estonii na przestrzeni kilku dekad, od lat 30. do 90. XX w.

## Fabuła
Akcja właściwa powieści Oczyszczenie rozgrywa się w latach 90. XX w., w chaotycznym okresie, który nastąpił po rozpadzie Związku Radzieckiego. Aliide Truu, estońska kobieta w podeszłym wieku, znajduje na swoim podwórku młodą, przerażoną Rosjankę, Zarę. Dziewczyna twierdzi, że uciekła od porywczego męża. Nieufna staruszka pozwala Zarze zostać, ale ich relacje opierają się na niedopowiedzeniach. Aliide wracają wspomnienia o tragicznej młodości i wyborach, które przypieczętowały los jej bliskich. Z kolei życie dziewczyny pokazuje, że choć czasy się zmieniły, to prześladowania nie skończyły się, choć przybrały inną formę. Pozornie obce kobiety uwikłane są w tajemnice, zbrodnie, namiętności i marzenia o szczęściu. 
Powieść odzwierciedla trudną historię Estonii, na przykładzie losów jednej rodziny. Jest głosem ofiar wojny, terroru, komunizmu i ucisku, a także wykorzystywania współczesnych kobiet w niestabilnych warunkach społecznych.

## Nawiązania
W 2007 r. odbyła się premiera sztuki Sofi Oksanen Puhdistus w fińskim Teatrze Narodowym. Rok później ukazała się powieść o tym samym tytule. 
Na kanwie książki powstał fiński film fabularny pt. Oczyszczenie w reżyserii Antti Jokinena. 

## Nagrody i wyróżnienia
Powieść odniosła międzynarodowy sukces i doczekała się wielu tłumaczeń. Autorka otrzymała za nią wiele prestiżowych nagród:
- 2008 – Nagroda literacka Finlandia
- 2008 – Wielka Fińska Nagroda Klubu Książki
- 2008 – Nagroda Mika Waltari
- 2008 – Nagroda Kalevi Jäntti
- 2009 – Runebergi auhind
- 2010 – Nagroda literacka Rady Nordyckiej
- 2010 – Prix Femina
- 2010 – Barnes & Noble Summer 2010
- 2010 – Le Prix du choix des Libraires du Livre de Poche